# Henri de Saignard de La Fressange
Henri Jacques Hilaire Jean-François Régis de Saignard de La Fressange, « baron » de Queyrières, né le 10 mars 1791 à Saint-Didier-en-Velay (Haute-Loire) et mort le 28 août 1852 à Bagnères-de-Luchon (Haute-Garonne), est un homme politique français.

## Biographie
Chef d'escadron, officier de la garde royale sous la Restauration, il est conseiller général et député de la Haute-Loire de 1837 à 1848, siégeant dans la majorité soutenant les ministères de la monarchie de Juillet.
Il est promu officier de la Légion d'honneur en 1848.
Il est le gendre de l'amiral François Étienne de Rosily-Mesros.

## Sources
- « Henri de Saignard de La Fressange », dans Adolphe Robert et Gaston Cougny, Dictionnaire des parlementaires français, Edgar Bourloton, 1889-1891 [détail de l’édition]